# Julius Zwißler
Julius Zwißler, auch Julius Zwissler (geboren am 15. März 1848 in Reutlingen; gestorben am 1. November 1922 in Wolfenbüttel) war ein deutscher Verleger.

## Leben
Zwißler gründete am 15. März 1872 in Braunschweig einen Verlag für den Vertrieb von Volksliteratur. Sein Schwiegervater, der Buchhändler Daniel Grüneberg, der in Braunschweig eine Buch-, Kunst- und Musikalienhandlung betrieb, erwarb den Wolfenbüttler Musik- und Kartenverlag Louis Holle. Zwißler vereinigte seinen Verlag am 1. Mai 1874 mit Adolf Fischer zu „Fischer & Zwissler“ und verlagerte sein Tätigkeitsfeld nach Wolfenbüttel, sich an dem Geschäft seines Schwiegervaters zu beteiligen und das dortige Angebot zu erweitern. Der Verlag in Wolfenbüttel bot Werke der klassischen und modernen Philologie, christliche Erbauungsliteratur und Belletristik an. Im Folgejahr verließ er Fischer, der als neuen Teilhaber Joh. Mohr aufnahm. 1881 wurde Zwißler mit dem Tode Grünebergs alleiniger Verlagsinhaber von L. Holle’s Nachfolger und es erfolgte die Umbenennung in Verlag „Julius Zwissler (L. Holle’s Nachfolger)“.
1887 verkaufte Zwißler zunächst die Druckerei und später im Jahr 1894 einen Teil des Musikverlags an Carl Friedrich Wilhelm Siegel (1819–1869) in Leipzig. Stattdessen wurde das Buchprogramm erweitert. Dem Verlag wurden viele Publikationen des Landes Braunschweig zur Herausgabe anvertraut, darunter Schriften zur Landes- und Heimatkunde, zu Bau- und Kunstdenkmälern und den Veröffentlichungen des Braunschweigischen Geschichtsvereins. So erschienen zahlreiche Werke zur Geschichte und Kunstgeschichte des Herzogtums und der Stadt Braunschweig. Um das Jahr 1913 nahm er Georg Kallmeyer als gleichberechtigten Teilhaber hinzu, der 1916 den Verlag übernahm und ihn später unter seinem eigenen Namen zu einem Musikverlag machte.

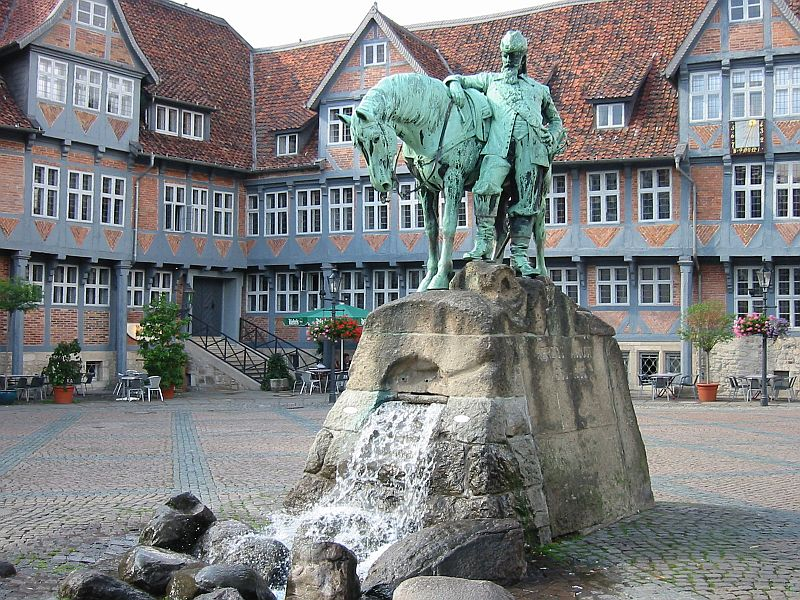
Herzog August Denkmal 1904 in Wolfenbüttel

Als Vorsitzender des „Verschönerungsverein zu Wolfenbüttel“, dem neben Zwißler auch der Apotheker Franz Gerhard angehörten, war er an der Stiftung des Denkmals für Herzog August beteiligt.

## Verlage
- Musikalien-Verlags- und Sortiments-Handlung „Fischer & Zwissler“ (Braunschweig) – 1874 gemeinsam mit Adolf Fischer in Kommission für Ernst Bredt in Leipzig
- L. Holle’s Nachfolger (Wolfenbüttel) – als Teilhaber mit Daniel Grüneberg, 15. November 1874 bis Mai 1881 anschließend Alleininhaber und Umbenennung in
- Julius Zwissler (L. Holle’s Nachfolger) – Eigentümer Juni 1881 bis 1913/1916

## Publikationen des Verlages (Auswahl)
- Systematische Uebersicht über die Neuigkeiten des deutschen Musikalienhandels. Bearbeitet von J. Zwissler. Jahrg. 1. Wolfenbüttel 1876, OCLC 504308703.
- Albert von Rhamm: Hexenglaube und Hexenprocesse, vornämlich in den braunschweigischen Landen. Druck und Verlag von Julius Zwissler, Wolfenbüttel 1882 (publikationsserver.tu-braunschweig.de [PDF]).
- Albert von Rhamm: Die betrüglichen Goldmacher. Am Hofe des Herzogs Julius von Braunschweig – nach den Proceßakten. J. Zwissler, Wolfenbüttel 1883 (wellcomelibrary.org).
- Friedrich Koldewey: Der Exorcismus im Herzogtum Braunschweig seit den Tagen der Reformation. Eine kirchenhistorische Studie. J. Zwissler, Wolfenbüttel 1893 (books.google.de).
- Paul Jonas Meier: Die Bau- und Kunstdenkmäler des Kreises Braunschweig mit Ausschluss der Stadt Braunschweig. Julius Zwissler, Wolfenbüttel 1900.
  - Die Bau- und Kunstdenkmäler des Herzogthums Braunschweig. Publikationen in der bibliografischen Datenbank der Regesta Imperii.